# El viajero de Arkansas (folclore)

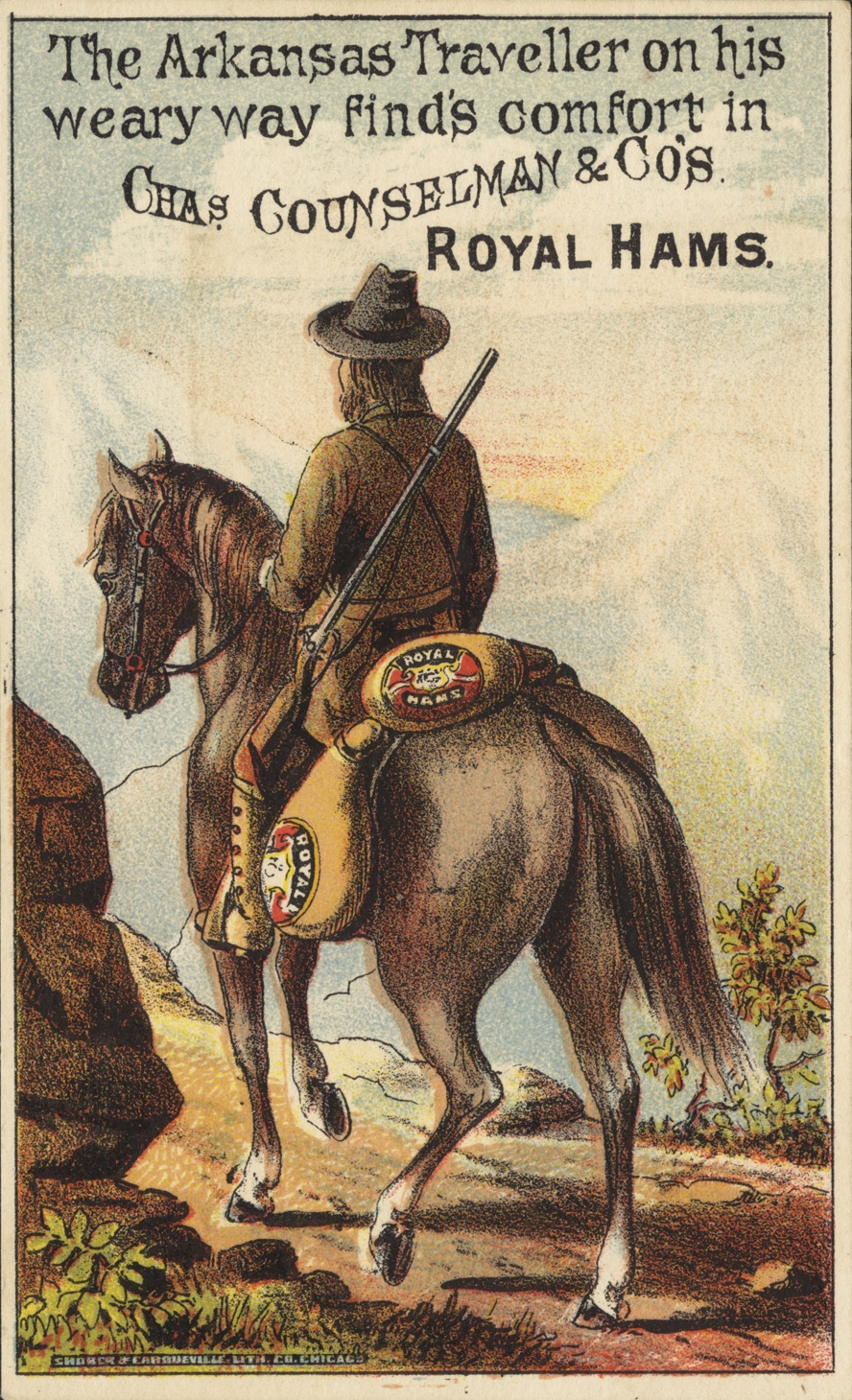
'El viajero de Arkansas, en su arduo camino, toma fuerzas del jamón de Chas. Counselman & Co's Royal Hams' (anuncio de jamón del año 1900).

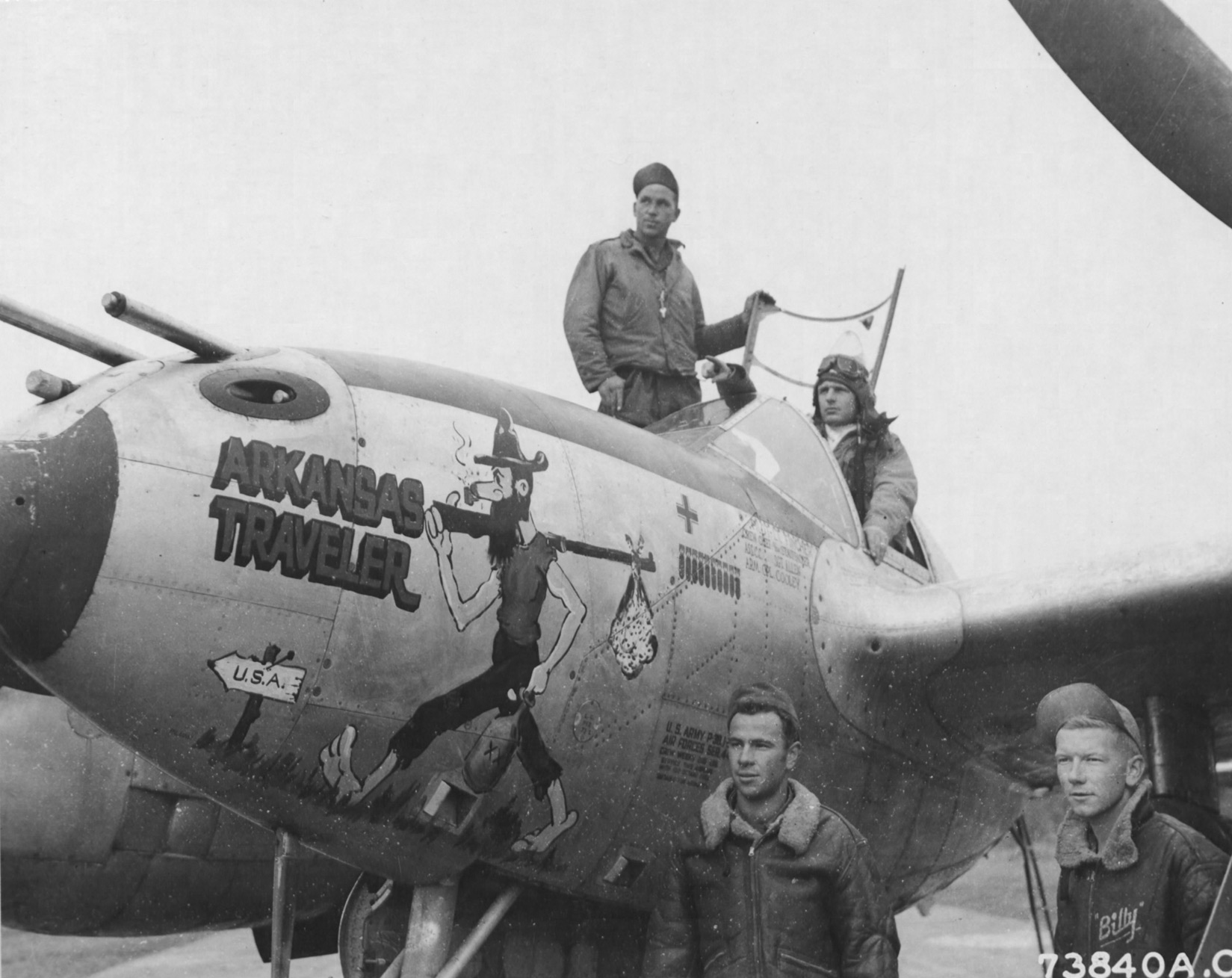
Un avión Lockheed P-38 de la Fuerza Aérea de los Estados Unidos (octubre de 1944) con el nombre de Arkansas Traveler ('El viajero de Arkansas') en el aeródromo de la base aérea de Saint-Simon – Clastres.

El viajero de Arkansas es un personaje del folclore y la cultura popular de los Estados Unidos de la primera mitad del siglo XIX. El origen de este personaje se atribuye a Sandford C. Faulkner.
El personaje ha influido notablemente en la cultura: en el nombre de periódicos, en programas de radio y televisión, en un equipo de béisbol, en el nombre de una variedad de tomates y en un título honorífico otorgado por el gobernador del estado de Arkansas. También se ha llegado a considerar al viajero de Arkansas un estereotipo discriminatorio de los hillbilly o habitantes rurales de ciertas zonas de los Estados Unidos, por lo que se ha criticado mucho.

## Origen
La historia del viajero de Arkansas es obra de Sandford C. Faulkner (1806–1874), un anecdotista, violinista y dueño de plantaciones de algodón. Era dueño de una plantación en el condado de Chicot (Arkansas). La historia de Faulkner sobre el viajero de Arkansas inspiró la composición de la canción de Mose Case The Arkansas Traveler ('El viajero de Arkansas') a mediados del siglo XIX, que, desde 1987, es la canción histórica oficial del estado de Arkansas.

## Historia
Existen diferentes versiones de la historia, aunque se dice que esta proviene de un suceso que aconteció a Sandford C. Faulkner durante la campaña electoral de Arkansas en 1840. Un viajero bien vestido que iba a caballo, el viajero de Arkansas, se encontró con un colono del este que tocaba el violín (algunas versiones dicen que era un colono sin título de propiedad) y le pidió un lugar donde dormir en su humilde hogar. Al principio, el colono se lo denegó al mostrarle lo estrecha que era su casa y lo pobre que era, y después siguió intentando tocar, en vano, una melodía con el violín. Entonces, el viajero tocó la melodía completa con el violín del colono y, después de escucharla, este le ofreció, de buena gana, alimento y un lugar donde dormir.

## Trascendencia y legado

### Artes plásticas
Edward Payson Washburn fue uno de los artistas más reconocidos de Arkansas en la época previa a la guerra de Secesión. Washburn pintó un retrato del viajero de Arkansas en 1856 basado en la historia que oyó de Faulkner. Su retrato inspiró una serie de litografías: en 1859, Leopold Grozelier litografió el retrato que hizo Washburn y, en 1870, la empresa Currier & Ives hizo dos litografías del mismo retrato.

Litografías folclóricas sobre el viajero de Arkansas
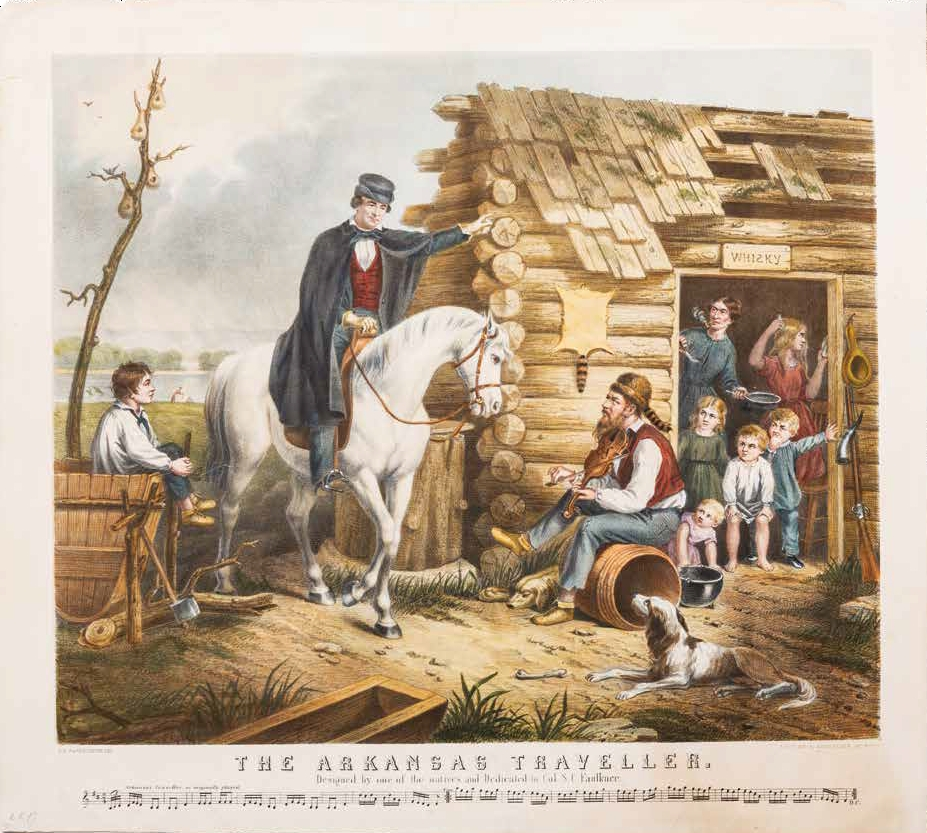
Litografía de 1859 de Leopold Grozelier, basada en el retrato que hizo Washburn
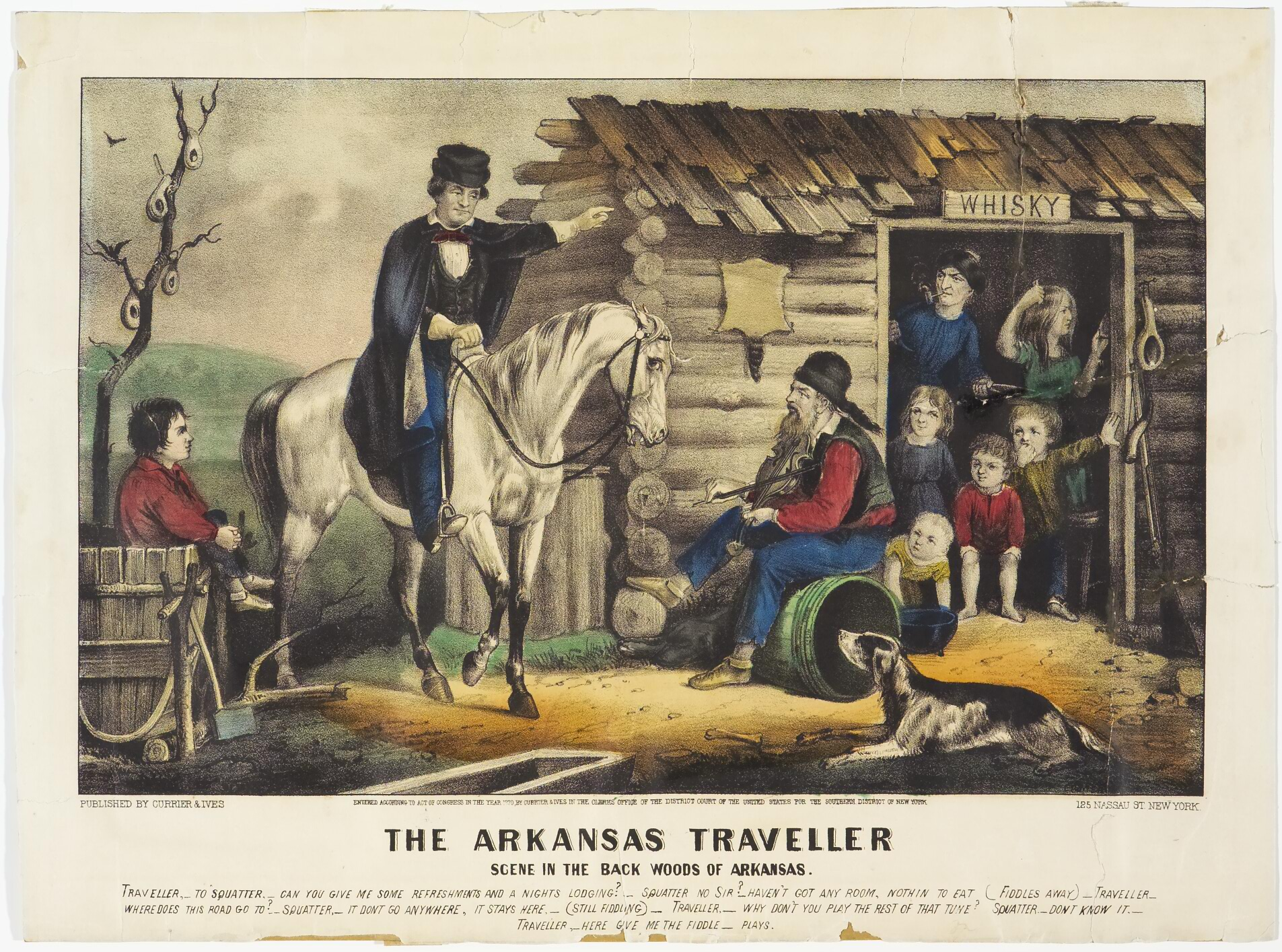
Litografía de 1870 de Currier & Ives, basasa en el retrato que hizo Washburn.
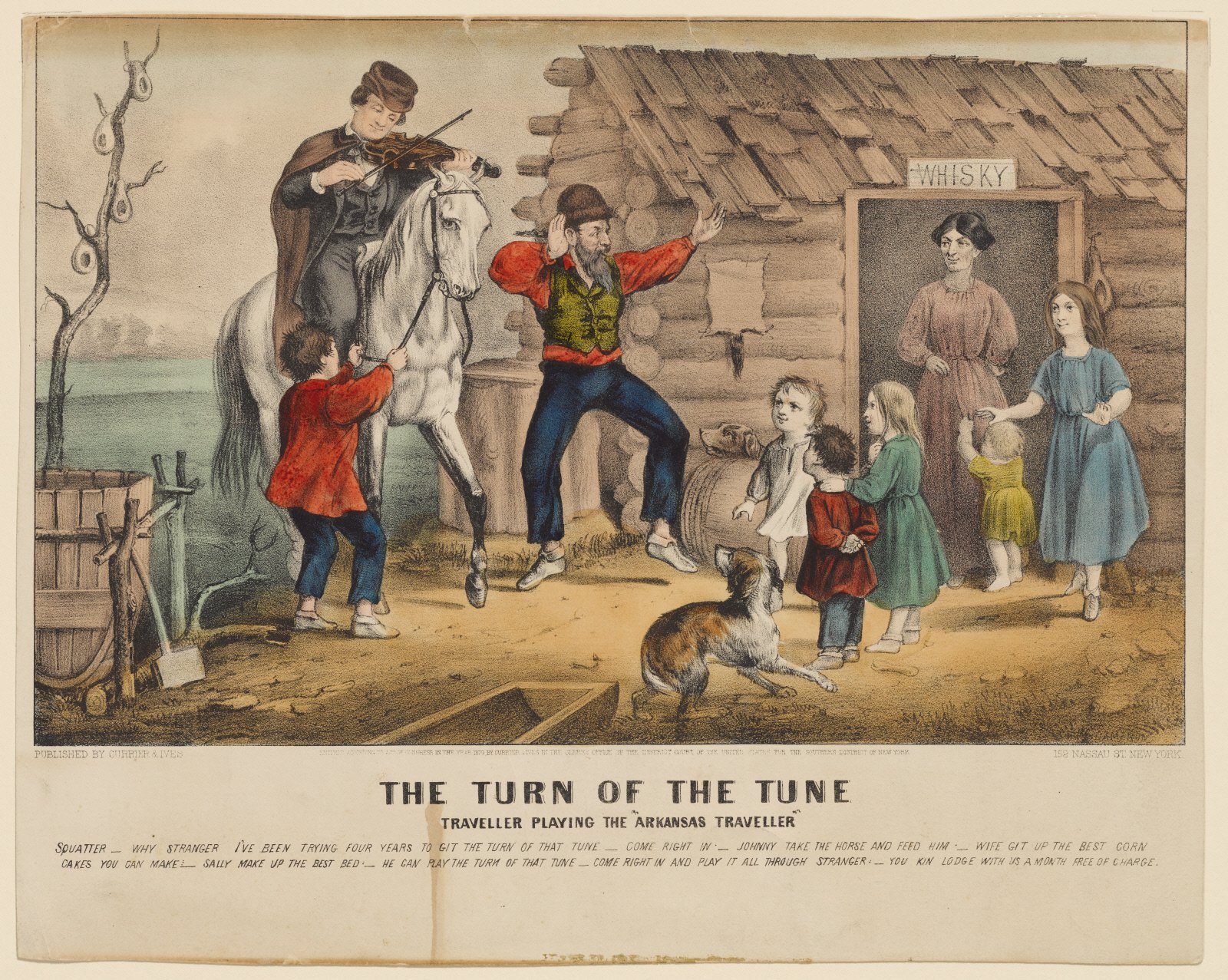
Litografía de 1870 de Currier & Ives, basada en el retrato que hizo Washburn

### Vodevil
The Arkansas Traveler era una representación cómica popular en el mundo del vodevil. La trama giraba en torno al encuentro entre un viajero de ciudad (normalmente perdido) con un gracioso violinista local. En la representación se incluyen diferentes bromas sobre el urbanita, que se intercalan con versiones instrumentales de la canción homónima. En muchas versiones, el hombre de ciudad también es violinista y, conforme avanza la trama, acaba aprendiendo la melodía que intenta tocar el pueblerino y la toca con él. 

### Música
Ha sobrevivido hasta hoy una grabación de la canción The Arkansas Traveler en un cilindro de fonógrafo de alrededor del año 1890. La cantante Michelle Shocked incluyó en su álbum de 1992 titulado Arkansas Traveler una versión de la canción homónima al estilo de un vodevil. Jerry Garcia y David Grisman también grabaron una versión de la canción para su álbum de 1993: Not for Kids Only.

### Cine
La canción The Arkansas Traveler aparecía con frecuencia en dibujos animados en las décadas de 1930 y 1940, sobre todo en la música que Carl W. Stalling compuso para las series Fantasías animadas de ayer y hoy y Looney Tunes. La canción solía sonar, tocada sin cuidado, cuando un personaje paleto, cateto o pueblerino entraba en escena. Beaky el Buitre (Casimiro Buitre en Hispanoamérica) cantó una versión lenta de la canción Baby Bumblebee ('bebé abejorro'), una canción infantil inspirada en The Arkansas Traveler, en el episodio Aprendizaje práctico (El buitre listo en Hispanoamérica).
La canción gozaba de gran popularidad y transmitía gran alegría, y ello se vio reflejado en el premio Óscar que recibió el corto de El Gordo y el Flaco de 1932, titulado Haciendo de las suyas. En este corto, los dos protagonistas tratan de subir un piano mecánico a una casa sobre una colina por una larga escalera y, una vez arriba, intentan meterlo en dicha casa por la ventana de un dormitorio. Cerca del final, cuando empiezan a limpiar el estropicio que forman al instalar el piano, Stan y Ollie (los dos protagonistas) reproducen en el piano un rollo de canciones patrióticas. Entonces, comienzan bailar, con mucha gracia y alegría, al son de The Arkansas Traveler, seguida de Dixie. El pianista que tocó las canciones en esta escena fue Marvin Hatley (ya que el piano del corto no era un piano mecánico de verdad), quien compuso el tema musical de El Gordo y el Flaco: The Dance of the Cuckoos ('el baile de los cucos'), también conocido como The Cuckoo song ('la canción del cuco') y como Ku-Ku ('cucú').

### Premio Arkansas Traveler
El premio Arkansas Traveler es un título honorífico que el estado de Arkansas (Estados Unidos) concede a individuos ilustres que, con sus acciones, hacen de embajadores de buena voluntad para dicho estado.

## Aceptación
La historia del viajero de Arkansas ha sido objeto de críticas y ha cambiado con el paso de los años. A algunos habitantes de Arkansas les avergüenza la historia por los estereotipos sobre la gente que vive en las zonas remotas, que suelen considerar inculta, y sobre los hillbilly, los habitantes de las zonas rurales montañosas de los Estados Unidos.

## Lecturas relacionadas
- Botkin, Benjamin A., ed. (1944). A Treasury of American Folklore. Stories, Ballads, and Traditions of the People. New York City, NY: Crown Publishers. pp. 321-322; and 346-349. ISBN 9780517507667.
- Brown, Sarah (1987). «The Arkansas Traveler: Southwest Humor on Canvas». The Arkansas Historical Quarterly 46 (4): 348-375. doi:10.2307/40025957.
- Case, Mose (1863). Mose Case's War Songster: containing union and war songs of his own composition: comprising a history of the rebellion to which is added Mose's adventures in Mexico. Buffalo, New York: Franklin Printing House. OCLC 58663881.
- Dillard, Tom; Reed, Roy (2010). Statesmen, Scoundrels, and Eccentrics: A Gallery of Amazing Arkansans. Fayetteville, AR: University of Arkansas Press. ISBN 9781557289278.
- Hancox, Louise: The Redemption of the Arkansas Traveler. In: The Ozark Historical Review. Spring 2009, Vol. XXXIIX, pp. 1–30, Digit , PDF, 592 KB
- Harrison, Fennimore (1881). The Arkansas Traveler. A New Eccentric Comedy in Four Acts. New Orleans, LA. ISBN 9781334137280.
- Henry Chapman Mercer: On the Track of the Arkansas Traveler. In: The Century Magazine . March 1896, pp. 707–712, digitized
- Pope, William F. (1895).  Pope, Dunbar H., ed. Early Days in Arkansas: Being for the Most Part the Personal Recollections of an Old Settler. F. W. Allsopp. ISBN 9780893080716.
- The Arkansas Traveller's Songster: Containing the Celebrated Story of the Arkansas Traveller, With the Music for Violin or Piano, and also, An Extensive and Choice Collection of New and Popular Comic and Sentimental Songs. New York City, NY: Dick & Fitzgerald. 1863. OCLC 81517130.